# Bondeni (Kyela)
Bondeni ist ein Verwaltungsbezirk (Ward) des Distrikts Kyela in der tansanischen Region Mbeya.

## Geografie
Bondeni ist ein gemischter Bezirk im Südwesten von Tansania. Er liegt im Süden der Distrikthauptstadt Kyela, seine Fläche erstreckt sich aber auch südöstlich des Stadtzentrums. Die Fläche des Bezirks beträgt 4,8 Quadratkilometer und bei der Volkszählung 2022 lebten hier 10.006 Menschen in 2714 Haushalten.

## Gliederung
Der Bezirk besteht aus sieben Orten (Kitongoji):
- Bondeni A
- Bondeni B
- Mikumi
- Kapwili Kati
- Kapwili Kaskazini
- Kapwili Kusini
- Ngorongoro